# Anoploderomorpha abstrusa
Anoploderomorpha abstrusa es una especie de escarabajo longicornio del género Anoploderomorpha, tribu Lepturini, subfamilia Lepturinae. Fue descrita científicamente por Holzschuh en 1989.
El período de vuelo de la especie se presenta durante los meses de mayo y junio.

## Descripción
Mide 10,1-12,3 milímetros de longitud.

## Distribución
Se distribuye por Laos y Vietnam.